# Eksonukleaza slezine
Eksonukleaza slezine (EC 3.1.16.1, 3'-eksonukleaza, slezinska-fosfodiesteraza, 3'-nukleotidna fosfodiesteraza, fosfodiesteraza II) je enzim. Ovaj enzim katalizuje sledeću hemijsku reakciju
Eksonukleolitičko razlaganje u 5'- ka 3'-smeru čime se formiraju nukleozid 3'-fosfati
Ovaj enzim ima preferenciju za jednolančani supstrat.

## Spoljašnje veze
- Spleen+exonuclease на 